# Witte zwanen, zwarte zwanen (kinderlied)

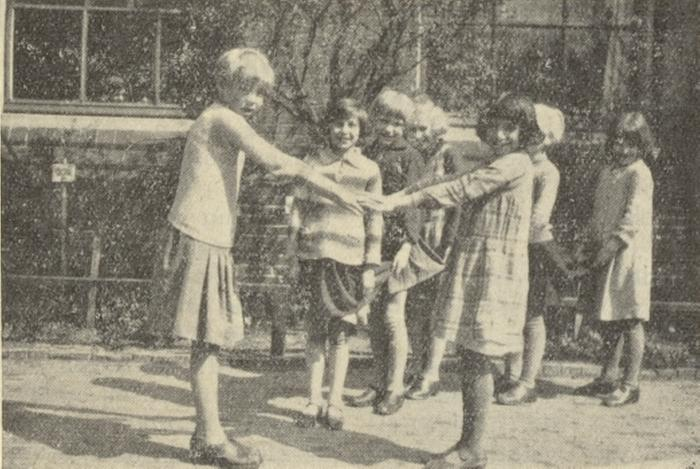
Meisjes spelen het spel (1933)

Witte zwanen, zwarte zwanen is een traditioneel kinderliedje uit het Nederlandse en Duitse taalgebied.
Bij het liedje hoort een rondedans of een poortspel, dat gebruikt kan worden om een groep kinderen in twee willekeurige groepen te verdelen. In Duitsland gaat het meestal om een aftelrijm. Vaak denkt men dat het het in het liedje om het land Engeland gaat, onderzoek heeft echter uitgewezen dat in werkelijkheid de hemel oftewel engelland bedoeld zal zijn.

## Oudste vindplaatsen van het liedje
Een Hoogduitse versie van het aftelrijm werd voor het eerst afgedrukt in het derde deel van de liederenbundel van Achim von Arnim en Clemens Brentano, Des Knaben Wunderhorn uit 1808. Het liedje is in het hele Duitse taalgebied bekend, tot in het huidige Polen, Estland en Roemenië. Er zijn minstens driehonderd varianten in verschillende dialecten gedocumenteerd, waaronder enkele versies in het Zwitserduits. Ludwig Erk publiceerde in 1841 een dialectversie van een reidansliedje uit Barmen (Roergebied), met een begin ('Krone krane, schwickle schwane') dat sterk lijkt op de liedjes die in Nederland bekend zijn. Verwante kinderliedjes, die werden gezongen voor meikevers en lieveheersbeestjes, zijn ook bekend uit Vlaanderen en Frans-Vlaanderen.
Halverwege de negentiende eeuw zijn de oudste Nederlandse vermeldingen van dit liedje te vinden in het tijdschrift De Navorscher. In de rubriek Vraagtekens wordt vermeld dat de schooljeugd in Ede dit lied bij het spelen van een vorm van krijgertje zong, met als beginregels: 'Groene granen, Witte zwanen / Wie wil er meê  naar Engeland varen'.
In 1855 stuurde de letterkundige ds. Jan Christiaan Kobus (1793-1881) als reactie hierop een uitgebreidere versie van het lied in, zoals hij zich dat vermoedelijk uit zijn geboorteplaats Borculo herinnerde:
Kroene krane, Witte zwane.
Wie wil meê naar Engeland varen?
Engeland is gesloten
De sleutel is gebroken
In Engeland, daar stuift het zand
Daar gaan de klokjes bingel-de-bang
Bingel-de-bange de boeze.
Achter onzen hoese
Stond een grooten nooteboom
enz.
Het oudste Nederlandse liedboekje waarin het liedje - volgens de Nederlandse Liederenbank van het Meertens Instituut - is afgedrukt, betreft Nederlandsche baker- en kinderrijmen, verzameld door Johannes van Vloten (1871; 4e druk 1894). Het liedboekje geeft drie varianten van het liedje: 'Kroene kranen, / Witte zwanen', 'Zwanen, witte zwanen, / Wie wil er meê naar Engeland varen?' en 'Groene granen, / Spitse spanen'. Als toelichting geeft Van Vloten 'poortspel' en 'danslied', bij achtereenvolgens de tweede en derde variant. De tekst van 'Kroene kranen' in dit liedboekje uit 1894 komt vrijwel geheel overeen met de tekst in De Navorscher van 1855.
De Handschriftencollectie van G.J. Boekenoogen, verzameld in de periode 1891-1930, geeft 46 treffers van dit liedje. Slechts één variant begint met de woorden 'witte zwanen'. De eerste vindplaats van de beginzin 'Witte zwanen, zwarte zwanen' is de Handschriftencollectie volks- en kinderliederen van Nynke van Hichtum (verzameld in de periode 1904-1938). Zij geeft daarbij als herkomst Zuid-Holland aan.

### Ouderdom liedje
De oudste vindplaatsen voor het liedje gaan terug tot het begin van negentiende eeuw. Dat wil niet zeggen dat het liedje uit deze periode stamt. In de negentiende eeuw werden, onder invloed van de Romantiek, veel volksliedjes verzameld en uitgegeven. Het liedje kan echter veel ouder zijn en in de orale traditie lange tijd zijn doorgegeven, voordat het voor het eerst werd opgetekend. Men heeft wel gedacht dat het liedje verwees naar de Engelse Akte van Navigatie uit 1651. Een pamflet uit 1689 stelt echter dat het al sinds 1588 door de kinderen op straat werd gezongen als spotlied op de ondergang van de Spaanse Armada.
Heyn-vyver Pile-Palen,
Wilje mee naar Engelandt varen,
Engelandt is gesloten,
De sleutel is gebroocken.
 Pile-palen is een Zuid-Nederlandse variant van het Franse woord pêle-mêle, dat 'kris-kras-dooreen' betekent, wellicht een verwijzing naar het kinderspel. Het verliezen van de sleutel verwijst mogelijk tevens naar de Franse verovering van Calais op de Engelsen in 1558. Dit district werd door de Engelse koningen als de sleutel tot het continent beschouwd. De variatie binnen de overgeleverde versjes is echter zo groot, dat we er vanuit moeten gaan dat het meestal om een vermenging van verschillende rijmpjes met een wisselende herkomst gaat. Zo keert de passage 'geen smid in 't land, die de sleutel maken kan' terug in algemeen bekende raadseltjes die betrekking hadden op gebroken eieren ('N.N. is gevallen; nu is er geen man die N.N. nog maken kan').
Enkele Noord-Duitse volksverhalen brengen het rijmpje tevens in verband met elfen, nachtmerries of heksen uit het Engelland, die via het sleutelgat in de huizen zouden komen. Nog in de zeventiende eeuw waren veel mensen ervan overtuigd dat dergelijke heksen op eierschalen (dan wel op bossen stro of melkzeven) over het water reisden. De witte zwanen komen slechts in één variant van het lied voor.
De letterkundige Gerrit Kalff (1856-1923) stelde al in 1883 dat de verwijzingen naar Engeland uit de middeleeuwen moet stammen, waarbij Engelland staat voor een sprookjeswereld of engelenland aan gene zijde, waar de zielen van de overleden zich na hun dood zouden ophouden. Dit in navolging van een klassieke studie van de volkskundige Wilhelm Mannhardt uit 1858. Soortgelijke conclusies trokken de godsdienstwetenschapper Laurentius Knappert (1863-1943), in zijn dissertatie over de mythen rond Vrouw Holle uit 1887, en de bekende taalkundige Gerrit Jacob Boekenoogen (1868-1960) in een artikel over traditionele volksrijmpjes uit 1893. Boekenoogen noemde deze liedjes een 'overblijfselen der plechtige reidansen' die de Germanen ter ere van hun heidense goden hadden gehouden.
Daarentegen hield de bejaarde historicus Ludolf Sloet van Beele (1806-1890) vol dat het niet om het rijk der engelen, maar gewoon om Engeland ging. Hij kreeg later bijval van de katholieke volkskundige Jos Schrijnen (1869-1938), die er in 1915 op wees dan Mannhardts opvattingen inmiddels wel erg gedateerd waren. Later waaide de wind weer uit een andere hoek. De volkskundige Tjaard W. de Haan stelde in 1976: "Wij zijn nu weer geneigd in te stemmen met Boekenoogen, mede op grond van het overvloedige (etnologische) materiaal". In sommige versjes zou de herinnering aan een overzees dodenrijk tot in onze dagen min of meer versluierd voortleven. In Groningen en Friesland, zo voegde hij eraan toe, "denkt men zich het dodenland vooral in noordelijke richting".
Hedendaagse volkskundigen en historici zijn doorgaans wat voorzichtiger. Het thema van de otherworld (gene zijde) als onderdeel van de middeleeuwse en vroegmoderne fantasiewereld kan echter wel op toenemende belangstelling rekenen.

## Liedtekst
Volksliedjes kennen, door hun mondelinge overlevering, vaak vele (regionale) varianten in zowel tekst als melodie. De meest gebruikelijke tekst van het liedje gaat als volgt:
Witte zwanen, zwarte zwanen
wie gaat er mee naar Engeland varen?
Engeland is gesloten
de sleutel is gebroken.
Is er dan geen smid in 't land
die de sleutel maken kan?
Laat doorgaan
laat doorgaan
wie achter is moet voorgaan!

### Varianten
Zoals gebruikelijk bij traditionele liedjes bestaan (of bestonden) er ook van dit liedje tientallen (regionale) varianten in tekst en melodie. Dat geldt alleen al voor de beginregel:
Witte zwanen, zwarte zwanen (West-Nederland en Groningen)
Groene zwanen, witte zwanen (Noord-Holland en Friesland)
Kroene kranen, witte zwanen (Oost-Nederland)
Rode zwaan, witte zwaan (Dokkum)
Groene kralen, witte kralen (Nootdorp)
Een 'kroenekraan' is een oude benaming voor de kraanvogel in het oosten en zuiden van het Nederland; groene 'kralen' zijn daar weer een verbastering van. Soms eindigt het liedje ook anders, bijvoorbeeld met de zin: "... de laatste zullen we vangen".

## Lied in andere talen
Net als in Nederland wordt ook in het Duitse taalgebied 'Engeland' het land genoemd dat 'gesloten' is; in het gebied van de Nederrijn wordt geregeld 'Holland', soms ook 'Brabant' genoemd, in Oost-Duitsland ook wel 'Pommerland'. In Zwitserland verwijst men een enkele keer naar 'Ierland'; in Oostenrijk en zijn buurgebieden gebeurde dat soms naar 'Hongarije'.
Een Hoogduitse versie werd in 1808 gepubliceerd door Clemens Brentano en Achim von Arnim:
Ahne, Krahne, wickele wahne,
Wollen wir nit nach England fahren?
England ist verschlossen,
Schlösser sind verrostet,
Schlüssel sind verloren,
Müssen wir ein Loch 'nein bohren,
Sind wir 'nein gekrochen,
Haben die Töpf verbrochen,
Wenn der Kessel Tief ist,
Wenn die Milch süß ist,
Wenn die Puppen tanzen,
Wollen wir Lanzen pflanzen.
Daarnaast zijn enkele regels terug te vinden in een Nederduitse variant van het aftelliedje 'Iene miene mutte', gepubliceerd in 1807 door Friedrich von der Hagen (1780-1856), die het zich herinnerde uit zijn jeugd in de Uckermark (Brandenburg):
(...) Kumm will'n beid' nå England gåhn.
Engeland is togeschlåten,
Schlötel is intwei gebråken (...)
Enkele passages keren terug in andere speel-, knie- en wiegeliedjes, in dier- en aftelrijmpjes, zoals 'Auf dem Kirchhof stäubt der Sand, der Sand, der stäubt nach Engeland' (1835), waarvan ook Nederlandse tegenhangers bekend zijn. Een versie uit de Veluwe, gepubliceerd in 1886, begint met de zinnen:
Achter de karke doar ligt rood zand:
Het is de booiën van Engeland.
Engeland en Spanje,
Drie appeltjes van Oranje (...)
Op grond van het taalgebruik heeft men wel verondersteld dat het liedje niet in Nederland zou zijn ontstaan, maar vanuit Duitsland (of nog oostelijker) het land zou zijn binnen te zijn gekomen.

## Spellied of poortspel
In Nederland werd het kinderliedje gezongen bij een rondedans of poortspel, waaraan rond 1940 gewoonlijk alleen nog de meisjes deelnamen. Bij dit poortspel vormen twee kinderen een poortje door hun handen in de lucht tegen elkaar te houden. De andere kinderen vormen een lange rij; de laatsten moeten tijdens het zingen door dat poortje naar voren lopen en daar het poortje verder bouwen. Vandaar de zin: 'Laat doorgaan, laat doorgaan'. Door op het laatste woord een kind te vangen en te laten kiezen (appel of peer, dan wel gouden appel of zilveren peer), kan de groep kinderen in twee willekeurige groepen worden verdeeld. De laatste twee die zich nog in het poortje bevonden, werden ingesloten ('de laatste zullen we vangen'), waarna het spel voorbij was.
Na afloop van het lied gaat het spel soms verder: de kinderen zijn dan verdeeld in twee groepen; ze vormen allebei een lange slinger. De voorste 'poortkinderen' hebben elkaar nog vast. Het gaat er vervolgens om, om de andere groep helemaal over het midden heen te trekken.
In verschillende streken eindigde het spel vroeger met twee rondedansen, waarbij de ene groep 'engelen' werd genoemd, de andere 'duivels'. De kinderen die de poort hadden gevormd, hielden elkaar bij de armen vast, waarna de 'engelen' erop gingen liggen. Daarbij werd gezongen: 'De engelen moeten zweven'. De 'duivels' moesten daarentegen tussen de armen plaatsnemen en werden door elkaar geschud, waarbij gezongen werd: 'de duivels worden geslagen'. Soms moesten ze ook tussen de haag doorlopen en (zachte) klappen incasseren.